# 乙骨氏
乙骨氏（おつこつし）は、江戸時代の武家。甲斐国武田氏の遺臣であり、江戸時代には幕臣として江戸幕府に仕えた。

## 概要
乙骨氏初代・乙骨太郎左衛門安利（おつこつたろうざえもんやすとし）は、元々は五味太郎左衛門という信濃国諏訪郡乙骨村（現長野県富士見町乙事）の名主であり、武田信玄の近習として仕えていた。
武田氏滅亡後は徳川家康に帰順し、天正19年（1591年）に武蔵国八王子に土地と屋敷を与えられた上で八王子千人同心の1人となった。
子孫は富士見御宝蔵番や西丸御裏御門番与力を務め、明治維新後は静岡藩士となり宿駅詰下役となり蒲原宿に勤務した。

## 初代・乙骨太郎左衛門安利
家祖である乙骨太郎左衛門安利は、元々は五味太郎左衛門という信濃国諏訪郡乙骨村（現長野県富士見町乙事）の名主であった。
同時に武田信玄に近習として仕えていたが、天正10年（1582年）に武田氏が滅亡すると徳川家康に帰順している。
同年に武田氏旧領を巡って家康が北条氏直と争った天正壬午の乱では徳川軍配下の大久保忠世に仕え、両者が乙骨村付近に陣を構えた際には、土地勘があるということで太郎左衛門が偵察をおこなったことが記録されている。

この時の状況について、三河物語では
其時おつこつの名主太郎左衛門と申者七郎右衛門が陣場に有而、何かの指引を申付而おきたる事なれば、所之者之事なれば、太郎左衛門を申付而見せにつかわしければ、太郎左衛門罷帰而申、むかひの原之しげみ之かげにまんまんと陣取而有。明日は定而是へ押可申かと申ければ、
（現代語訳：その時、乙骨の名主である太郎左衛門という者が七郎右衛門（忠世）の陣におり、あれこれと世話をしていた。この者は地元の者なので、その太郎左衛門に申しつけて見に行かせた。太郎左衛門が帰ってきて、「（氏直軍は）向こうの原の茂みのかげに満々と陣取っています。明日はきっとここへ押し寄せてくるでしょう」と述べた。）
と述べられている。
天正10年から天正14年（1586年）にかけて徳川家康に帰順した武田家遺臣をまとめた『甲信両国信玄衆被召抱時指上誓紙写』には、「信玄近習衆」の1人として「おつこつ衆」の但し書きとともに「五味太郎左衛門」の名前が記載されている。
天正19年（1591年）12月28日に太郎左衛門は家康に謁見し、家康より武蔵国八王子大楽寺村（現東京都八王子市大楽寺町）に5,000坪の土地と屋敷を与えられたほか、「乙骨」の姓が与えられた。
元和2年（1616年）9月11日死去。大楽寺村西蓮寺に葬られた。また、武田信玄の菩提寺である恵林寺（山梨県甲州市）にも、武田家家臣の1人として墓所が存在する。
寛永元年（1624年）に彼の子孫が記した『乙骨太郎左衛門覚書』が残されている。

## 子孫
子孫は富士見御宝蔵番や西丸御裏御門番与力を務め、明治維新後は静岡藩士となり宿駅詰下役となり蒲原宿に勤務した。
著名な人物に、乙骨耐軒や乙骨太郎乙がいる。